# Saint-Planchers
Saint-Planchers is een gemeente in het Franse departement Manche (regio Normandië). De plaats maakt deel uit van het arrondissement Avranches. Saint-Planchers telde op 1 januari 2022 1.451 inwoners.

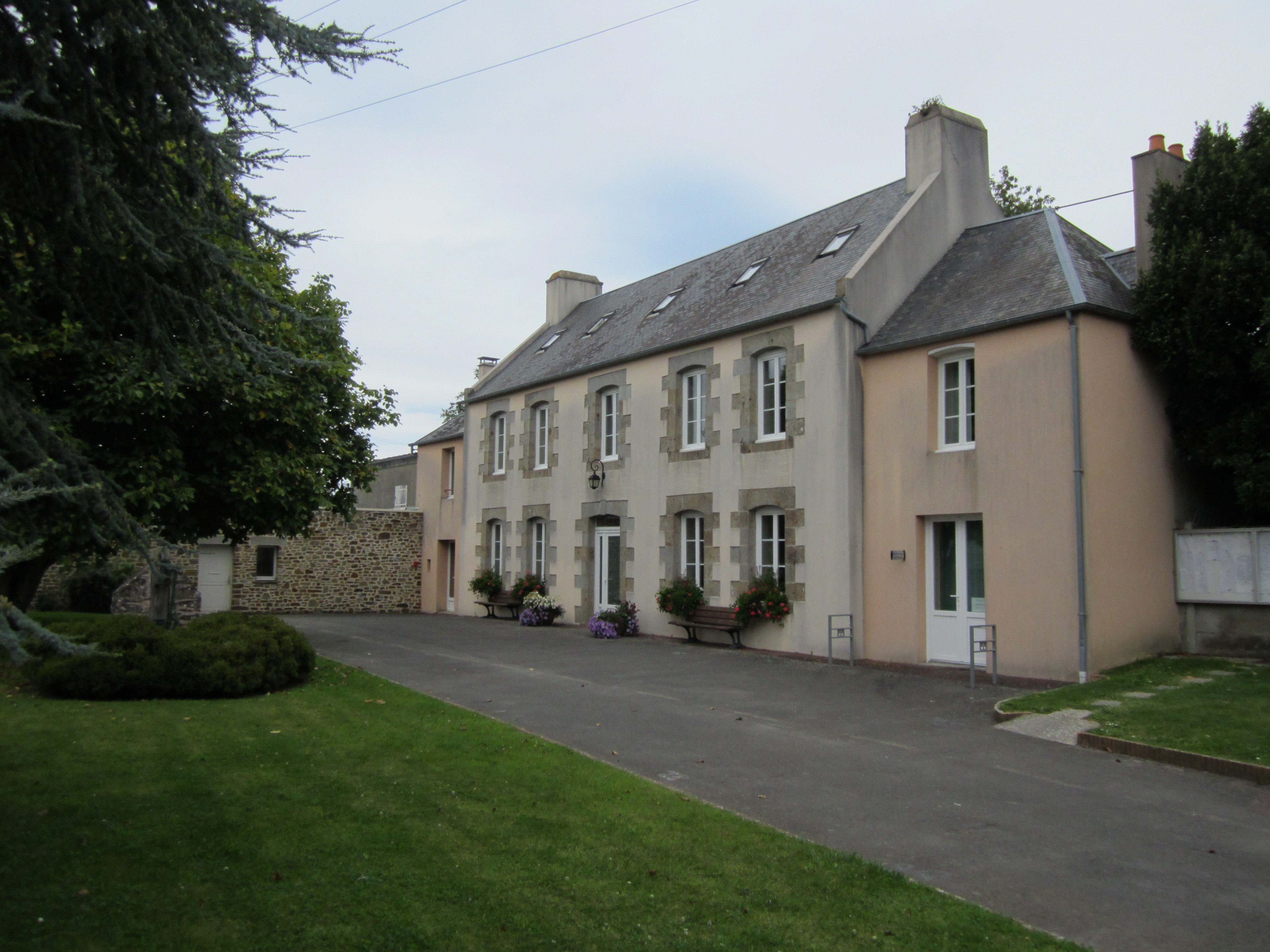
Gemeentehuis
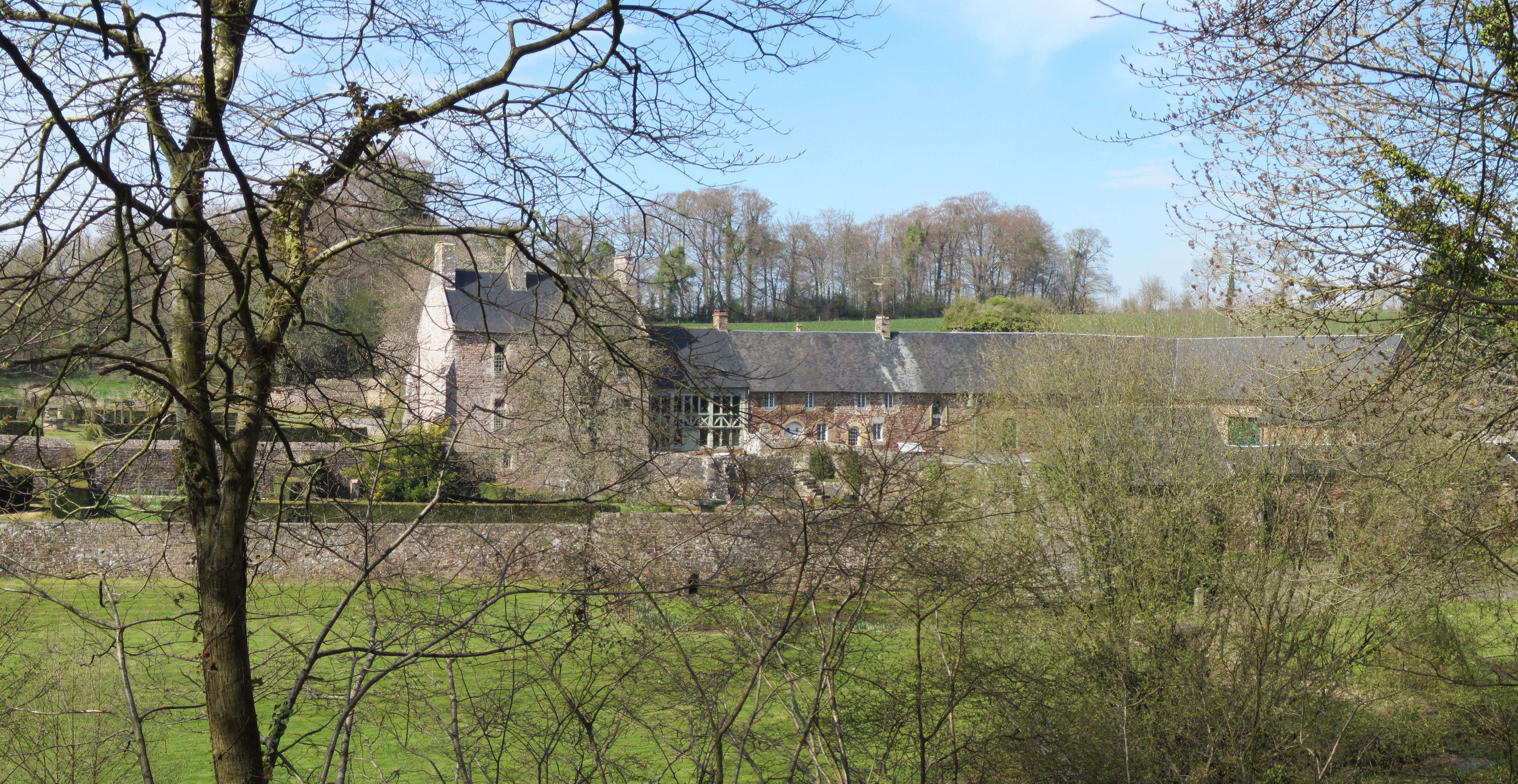
Priorij de l'Oiselière
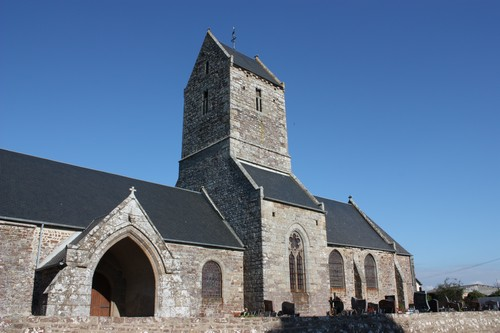
Kerk van Saint-Planchers

## Geografie
De oppervlakte van Saint-Planchers bedroeg op 1 januari 2022 11,96 vierkante kilometer; de bevolkingsdichtheid was toen 121,3 inwoners per km².

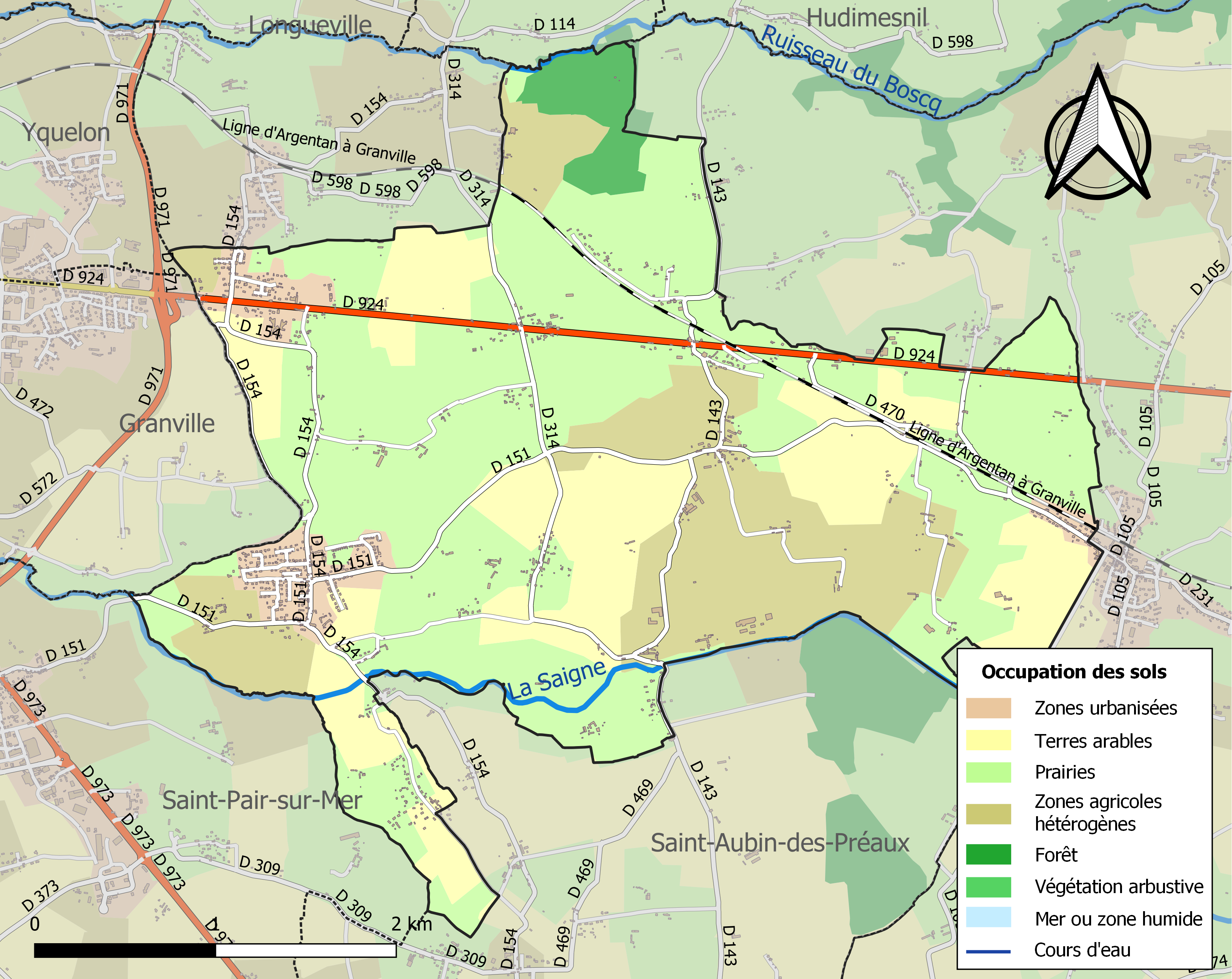
Kaart van de gemeente met de belangrijkste infrastructuur, bodemgebruik en omliggende gemeenten

## Demografie
Onderstaande figuur toont het verloop van het inwonertal (bron: INSEE-tellingen).